# 무소로
무소로(아랍어: موسورو, 프랑스어: Moussu)는 차드의 마을이다. (도시로 분류되기도 한다.) 은자메나 북동쪽으로 떨어져있는 곳에 있는 파야라르고로 가는 길에 있다. 중요한 교통지인데, 이유는 이 곳이 강 사이에 위치하고 이 근처 지역에는 다른 차드의 주보다 더 많은 식물들이 분포하기 때문이다.
무소로는 바르엘가젤 주에 있다. 또한 무소로는 육군 훈련 장소로도 활용된다.

## 민족
북부에 토보우족이 산다.

## 경제
농업 활동이 대부분이며 차드 내에서도 큰 도시중 하나다.

## 교통
무소로 공항이 있다.

## 사진

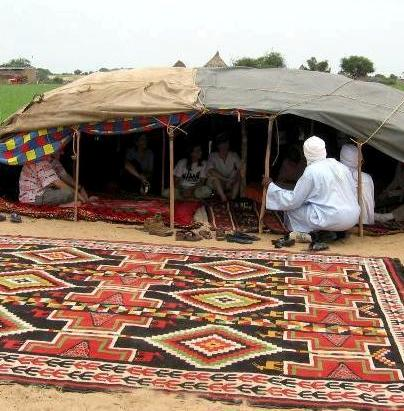
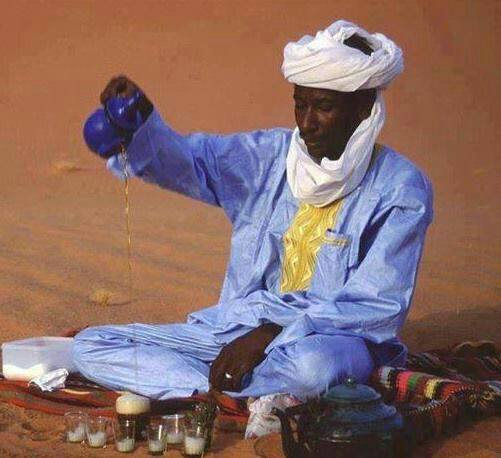
차를 만드는 사람
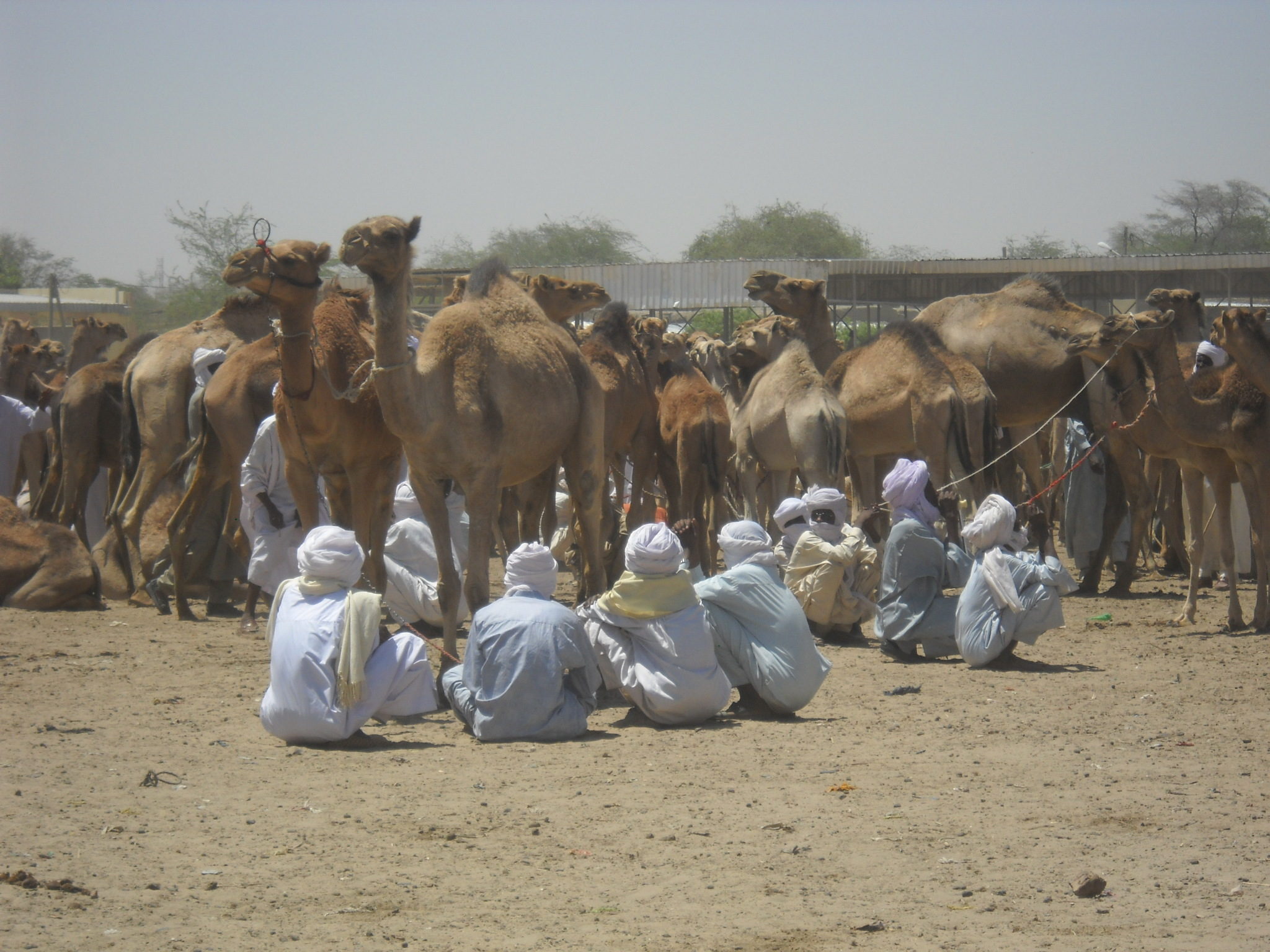
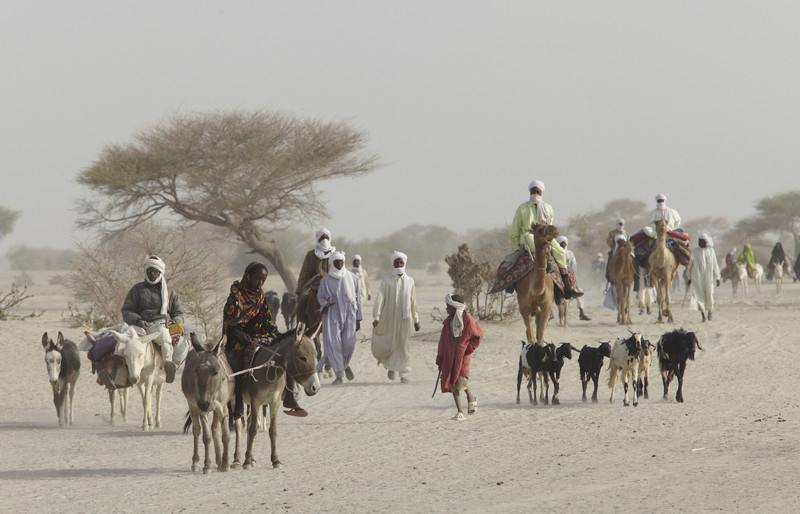